# 2022年3月杭州市余杭区2019冠状病毒病聚集性疫情
2022年3月杭州市余杭区2019冠状病毒病聚集性疫情（又称0309余杭疫情和3月9日余杭区疫情）是指自2022年3月9日起在杭州市余杭区爆发的2019冠状病毒病聚集性疫情。2022年3月9日晚，杭州新增1例确诊病例，该病例是顺丰速运余杭中转场的员工，3月9日凌晨1时出现发热症状，后经就诊核酸检测初筛阳性，经市疾控中心复核阳性。截至17日12时，杭州市累计报告相关确诊病例51例，无症状感染者7例。浙江省内湖州市德清县、嘉兴市海宁市、贵州省遵义市务川县也出现了关联个案。而涉及疫情的企业浙江顺路物流有限公司也已被立案调查，相关责任人员因涉嫌妨害传染病防治罪，于3月22日被公安机关采取刑事强制措施。

## 背景
在3月11日举行的浙江省第105场新冠肺炎疫情防控工作新闻发布会上，杭州市卫生健康委副主任王旭初介绍，本轮疫情由入境物品被污染引起，测序结果显示毒株为奥密克戎变异株；3月17日举行的杭州市疫情防控发布会上，结合现场流行病学调查和病毒基因测序结果，本轮疫情与被污染的入境物品高度关联。

## 确诊时序

### 杭州市
3月9日晚，杭州新增1例确诊病例，该病例是顺丰速运余杭中转场的员工，3月9日凌晨1时出现发热症状，后经就诊核酸检测初筛阳性，经市疾控中心复核阳性，诊断为确诊病例。3月10日0-10时，新增1例关联病例，为3月9日公布的新增病例的密切接触者；3月10日10-22时，新增9例确诊病例，均为轻型。3月10日22时-3月11日10时，新增3例确诊病例，均为轻型。3月11日10-21时，新增11例确诊病例，均为轻型。3月11日21时-3月12日10时，新增16例新冠肺炎确诊病例，均为轻型。3月12日10-18时，新增3例确诊病例，均为轻型。3月12日18时-3月13日8时，新增6例关联确诊病例，均为轻型。3月13日8-24时，新增1例关联无症状感染者。3月14日0-8时，新增3例无症状感染者。3月14日8时-3月15日8时，新增2例关联无症状感染者。3月15日8时-3月16日8时，新增1例无症状感染者。

### 浙江省其他地市
3月11日晚，海宁市在集中隔离点隔离人员样本中检出1例阳性病例，该病例为杭州余杭区仁和顺丰员工。3月12日，湖州市德清县防控办接到杭州市协查1名密切接触者信息，20时41分该人员核酸检测初筛阳性；3月12日凌晨1时13分，市疾控中心复核结果为阳性，随即转运至湖州市定点医院隔离治疗。该人员为余杭区仁和街道菜鸟驿站仁和园区顺丰快递工作人员，住德清县乾元镇东郊路租房。

### 贵州省遵义市
3月12日，贵州省遵义市务川县1名省外返乡人员核酸检测结果异常，经遵义市疾控中心复核，结果为阳性。该病例为浙江省杭州市余杭区仁和街道顺丰快递中转站工作人员，3月7日7时45分返回遵义，到殡仪馆参加亲友葬礼，而一名密切接触者也于同日报告其核酸检测结果异常，经省级专家组诊断为确诊病例（普通型）。
3月14日，在务川自治县第一轮区域核酸检测中，发现4名核酸检测为阳性人员。3月15日，新增2例核酸检测阳性人员。3月16日，新增1例核酸检测阳性人员。3月18日，新增3例核酸检测阳性人员。

### 各关联病例情况简表
| #  | 报告日期 | 其他资料 | 报告地 |
| -- | -------- | --- | ------ |
| 1  | 3月9日   | 住余杭区仁和街道永胜村沈家斗，顺丰速运余杭中转场员工                                                             | 杭州市 |
| 2  | 3月10日  | 住余杭区仁和街道永胜村沈家兜，在顺丰速运余杭中转场工作；3月1日前在外地工作，3月1日后，进入顺丰速运余杭中转场工作 | 杭州市 |
| 3  | 3月10日  | 住余杭区仁和街道永胜村高地儿自然村，在顺丰速运余杭中转场工作                                                     | 杭州市 |
| 4  | 3月10日  | 住余杭区仁和街道菜鸟网络仁和园区员工宿舍，在顺丰速运余杭中转场工作                                               | 杭州市 |
| 5  | 3月10日  | 住余杭区仁和街道三星路华联超市公寓，在顺丰速运余杭中转场工作                                                     | 杭州市 |
| 6  | 3月10日  | 住余杭区仁和街道永胜村新河坝自然村，在顺丰速运余杭中转场工作                                                     | 杭州市 |
| 7  | 3月10日  | 住余杭区仁和街道菜鸟网络仁和园区员工宿舍，在顺丰速运余杭中转场工作                                               | 杭州市 |
| 8  | 3月10日  | 住余杭区仁和街道和平雅苑11幢，在顺丰速运余杭中转场工作                                                           | 杭州市 |
| 9  | 3月10日  | 住余杭区仁和街道菜鸟网络仁和园区员工宿舍，在顺丰速运余杭中转场工作                                               | 杭州市 |
| 10 | 3月10日  | 住临平区乔司街道朝阳村八组，在顺丰速运余杭中转场工作                                                             | 杭州市 |
| 11 | 3月10日  | 住余杭区仁和街道永泰村徐家墩45号，在顺丰速运余杭中转场工作                                                       | 杭州市 |
| 12 | 3月10日  | 住余杭区仁和街道洛阳村西宅斗，在顺丰速运余杭中转场工作                                                           | 杭州市 |
| 13 | 3月10日  | 住余杭区仁和街道菜鸟网络仁和园区员工宿舍，在顺丰速运余杭中转场工作                                               | 杭州市 |
| 14 | 3月11日  | 住外市，每天乘坐公司班车往返，在顺丰速运余杭中转场工作                                                           | 杭州市 |
| 15 | 3月11日  | 住余杭区仁和街道永胜村新河坝自然村，在顺丰速运余杭中转场工作                                                     | 杭州市 |
| 16 | 3月11日  | 住余杭区仁和街道田头村，在顺丰速运余杭中转场工作                                                                 | 杭州市 |
| 17 | 3月11日  | 住余杭区仁和街道计家坝81号，在顺丰速运余杭中转场工作                                                             | 杭州市 |
| 18 | 3月11日  | 住余杭区仁和街道东山村毛墩坝自然村，在顺丰速运余杭中转场工作                                                     | 杭州市 |
| 19 | 3月11日  | 住余杭区仁和街道永胜村邓家埭38号，在顺丰速运余杭中转场工作                                                       | 杭州市 |
| 20 | 3月11日  | 住余杭区仁和街道云会村东山后自然村，在顺丰速运余杭中转场工作                                                     | 杭州市 |
| 21 | 3月11日  | 住余杭区仁和街道和平雅苑，在顺丰速运余杭中转场工作                                                               | 杭州市 |
| 22 | 3月11日  | 住余杭区仁和街道永胜村沈家湾新河坝，在顺丰速运余杭中转场工作                                                     | 杭州市 |
| 23 | 3月11日  | 住余杭区仁和街道永胜村三星路15号，在顺丰速运余杭中转场工作                                                       | 杭州市 |
| 24 | 3月11日  | 住余杭区仁和街道永泰村徐家墩自然村，在顺丰速运余杭中转场工作                                                     | 杭州市 |
| 25 | 3月11日  | 住钱塘区金泉村，在顺丰速运余杭中转场工作                                                                         | 杭州市 |
| 26 | 3月11日  | 住余杭区仁和街道三星路华联超市公寓，在顺丰速运余杭中转场工作                                                     | 杭州市 |
| 27 | 3月11日  | 住余杭区仁和街道三星路华联超市公寓，在顺丰速运余杭中转场工作                                                     | 杭州市 |
| 28 | 3月11日  | 住余杭区仁和街道三星路华联超市公寓，在顺丰速运余杭中转场工作                                                     | 杭州市 |
| 29 | 3月11日  | 住余杭区良渚街道纤石村高明桥，在顺丰速运余杭中转场工作                                                           | 杭州市 |
| 30 | 3月11日  | 住外市，每天乘坐公司班车往返，在顺丰速运余杭中转场工作                                                           | 杭州市 |
| 31 | 3月11日  | 住余杭区仁和街道三星路华联超市公寓，在顺丰速运余杭中转场工作                                                     | 杭州市 |
| 32 | 3月11日  | 住余杭区仁和街道永胜村新河坝，在顺丰速运余杭中转场工作                                                           | 杭州市 |
| 33 | 3月11日  | 住余杭区仁和街道三星路华联超市公寓，在顺丰速运余杭中转场工作                                                     | 杭州市 |
| 34 | 3月11日  | 住余杭区仁和街道三星路华联超市公寓，在顺丰速运余杭中转场工作                                                     | 杭州市 |
| 35 | 3月11日  | 住余杭区仁和街道菜鸟网络仁和园区员工宿舍，在顺丰速运余杭中转场工作                                               | 杭州市 |
| 36 | 3月11日  | 男，31岁，住海宁市许村镇景树村郭家湾家园三区6幢，余杭区仁和顺丰员工                                              | 嘉兴市 |
| 37 | 3月12日  | 男，31岁，住遵义市务川县大坪街道敬贤社区，杭州市余杭区仁和街道顺丰快递中转站工作人员                             | 遵义市 |
| 38 | 3月12日  | 女，27岁，余杭区仁和街道菜鸟驿站仁和园区顺丰快递工作人员，住湖州市德清县乾元镇东郊路租房                         | 湖州市 |
| 39 | 3月12日  | 住余杭区仁和街道永胜村沈家兜，在顺丰速运余杭中转场工作                                                           | 杭州市 |
| 40 | 3月12日  | 住余杭区仁和街道三星路华联超市公寓，在顺丰速运余杭中转场工作                                                     | 杭州市 |
| 41 | 3月12日  | 住余杭区仁和街道云会村东山后，个案20的母亲                                                                       | 杭州市 |
| 42 | 3月12日  | 住余杭区沈家湾永胜村新河坝，在顺丰速运余杭中转场工作                                                             | 杭州市 |
| 43 | 3月12日  | 住上城区建塘南路484号中旅城仕公馆，在顺丰速运余杭中转场工作                                                      | 杭州市 |
| 44 | 3月12日  | 住余杭区仁和街道三星路华联超市公寓，在顺丰速运余杭中转场工作                                                     | 杭州市 |
| 45 | 3月12日  | 住余杭区仁和街道九龙村吴家兜，在顺丰速运余杭中转场工作                                                           | 杭州市 |
| 46 | 3月12日  | 住滨江区浦沿街道钱塘山水，在顺丰速运余杭中转场工作                                                               | 杭州市 |
| 47 | 3月12日  | 住上城区笕桥街道同心村，在顺丰速运余杭中转场工作                                                                 | 杭州市 |
| 48 | 3月12日  | 住余杭区仁和街道东塘村，在顺丰速运余杭中转场工作                                                                 | 杭州市 |
| 49 | 3月12日  | 住余杭区仁和街道菜鸟网络仁和园区员工宿舍，在顺丰速运余杭中转场工作                                               | 杭州市 |
| 50 | 3月12日  | 住上城区笕桥街道同心社区八区，在顺丰速运余杭中转场工作                                                           | 杭州市 |
| 51 | 3月12日  | 女，55岁，现居遵义市务川县大坪街道敬贤社区，系3月12日报告省外返乡确诊病例1的密切接触者                           | 遵义市 |
| 52 | 3月13日  | 住余杭区仁和街道双陈村，在顺丰速运余杭中转场工作                                                                 | 杭州市 |
| 53 | 3月13日  | 住余杭区仁和街道和平雅苑，在顺丰速运余杭中转场工作                                                               | 杭州市 |
| 54 | 3月13日  | 住余杭区仁和街道和平雅苑，在顺丰速运余杭中转场工作                                                               | 杭州市 |
| 55 | 3月13日  | 住余杭区仁和街道洛阳村田头村，在顺丰速运余杭中转场工作                                                           | 杭州市 |
| 56 | 3月14日  | 住余杭区仁和街道菜鸟网络仁和园区员工宿舍，在顺丰速运余杭中转场工作                                               | 杭州市 |
| 57 | 3月14日  | 住上城区笕桥街道丁兰路22号，个案47的女儿                                                                         | 杭州市 |
| 58 | 3月14日  | 住余杭区仁和街道东风村余家门，在顺丰速运余杭中转场工作                                                           | 杭州市 |
| 59 | 3月14日  | 女，26岁，现居遵义市务川县丹砂街道昇辉城                                                                         | 遵义市 |
| 60 | 3月14日  | 男，35岁，现居住务川县都濡街道办民族西路南山广场                                                                 | 遵义市 |
| 61 | 3月14日  | 女，68岁，现居遵义市务川自治县都濡街道民族西路南山广场                                                           | 遵义市 |
| 62 | 3月14日  | 男，2岁，与个案57共同生活，现居遵义市务川自治县都濡街道民族西路南山广场                                          | 遵义市 |
| 63 | 3月15日  | 住余杭区仁和街道双陈村钮家塘自然村，在顺丰速运余杭中转场工作                                                     | 杭州市 |
| 64 | 3月15日  | 住上城区笕桥街道同心社区，在顺丰速运余杭中转场工作                                                               | 杭州市 |
| 65 | 3月15日  | 男，58岁，现居住务川自治县丹砂街道洪渡河畔小区                                                                   | 遵义市 |
| 66 | 3月15日  | 男，27岁，现居住务川自治县丹砂街道丹砂园                                                                         | 遵义市 |
| 67 | 3月16日  | 住上城区丁兰街道中旅城仕公馆，为关联病例                                                                         | 杭州市 |
| 68 | 3月16日  | 女，30岁，现居务川自治县都濡街道民族西路，系3月14日通报病例的密切接触者                                          | 遵义市 |
| 69 | 3月18日  | 男，66岁，现居务川自治县镇南镇新阳村前进组，系3月15日通报病例的密切接触者                                        | 遵义市 |
| 70 | 3月18日  | 女，52岁，现居务川自治县丹砂街道洪渡河畔小区，系3月15日通报病例的密切接触者                                      | 遵义市 |
| 71 | 3月18日  | 女，30岁，现居务川自治县镇南镇新阳村前进组                                                                       | 遵义市 |

## 各地方反应

### 浙江省

#### 杭州市

##### 分区防疫
本轮疫情发生后，尽管没有划定中高风险地区，但对于已出现感染者的住所，杭州对部分区域开始实施分级分类防控措施。
- 余杭区划定仁和街道沈家斗自然村、菜鸟网络杭州仁和园区、乐坤产业园、獐山农贸市场为封控区[註 1]；仁和街道永胜村胜利网格、仁和街道东苕溪－东塘港－獐湾河环绕区为管控区[註 2]；仁和街道为防范区[註 3][25]。3月12日，余杭区新划定4个封控区[註 4]、5个管控区[註 5]，良渚街道纤石村、良渚街道南庄兜行政村划定为防范区[17]。3月13日，余杭区新划定3个封控区[註 6][26]。3月17日起，余杭区调整仁和街道、良渚街道的封控区、管控区和防范区范围[註 7]，继续按规范开展核酸筛查，每2天开展1次核酸检测[27]。3月26日起，仁和街道24处封控区、19处管控区及外围防范区和良渚街道1处封控区、1处管控区及外围防范区解除管控；菜鸟网络杭州仁和园区在解除封控后，继续实行封闭式管理，待完成终末消毒，经全面效果评估后再开放[28]。
- 临平区在3月10日将乔司街道朝阳村8组166-1号、158-1号、186号、165号、173-2号、162号划定为封控区；乔司街道朝阳村7组、8组及7、8组西侧的9组5幢楼划定为管控区；朝阳村划定为防范区[29]。3月13日23时52分，区防疫指挥部决定对乔司街道范围内的管控区、防范区范围进行调整，管控区调整为东至村委大楼西侧水沟，南至7、8组中心横路，西至8组西直路，北至8组北横路；防范区调整为东至三角村界，南至九堡街道三卫村界，西至朝阳村9组界，北至沪杭高速和绕城[26]。16日再次调整“三区”范围，朝阳村8组186号、165号、158-1号调整为封控区；朝阳村8组166号、173-2号、162号调整为管控区；朝阳村7组、8组（不含封控区和管控区）调整为防范区[30]。3月24日0时起，临平区乔司街道解除封控区、管控区和防范区的相关管控措施[31]。

- 钱塘区在3月11日将义蓬街道金泉村11组、钱塘区义蓬街道顺丰快递义蓬网点所在园区划为封控区；义蓬街道金泉村、塘新线-横一线-艮山东路（筹建）-红泉路合围区域划定为管控区；义蓬街道划定为防范区[註 8][32]。18日，封控区调整为钱塘区义蓬街道金泉村11组34号、义蓬街道顺丰快递义蓬网点分拣点；管控区调整为钱塘区义蓬街道金泉村11组02号、29号、30号，义蓬街道顺丰快递义蓬网点分拣点所在楼宇；防范区调整为钱塘区义蓬街道金泉村11组直路以西、艮山东路东延线以南、金长线以北、11组7号东侧支路以东；义蓬街道顺丰快递义蓬网点所在园区[33]。3月25日起，相关区域全部解封[34]。
- 滨江区在3月12日划定封控区4个、管控区5个、防范区4个[註 9][35]。19日，钱塘山水小区1幢调整为防范区，钱塘山水小区（1幢除外）不再列为防范区；高新软件园5幢调整为防范区，高新软件园9幢及源越大厦不再列为防范区；知本大厦A3幢一楼的汽车超人店和羽炫便利店调整为防范区，知本大厦不再列为防范区[36]。3月26日起，相关区域全部解封[37]。
- 上城区新冠肺炎疫情防控指挥部3月13日先后发布2022年15号、16号通告，其中15号通告明确划定上城区丁兰街道建塘路484号中旅·城仕公馆小区10栋2单元为封控区；中旅·城仕公馆小区及周边商铺、郡保农产品市场为管控区；龙湖·名景台北苑小区及周边商铺为防范区；16号通告明确将同心社区实行分类管理[註 10][35]。3月27日起，丁兰街道中旅·城仕公馆、阳光逸城相关区域解除“三区”管控措施[38]；笕桥街道同心社区、丁兰路22号相关区域解除“三区”管控措施，上城区全域无封控、管控及防范区，恢复常态化疫情防控[39]。

##### 核酸检测

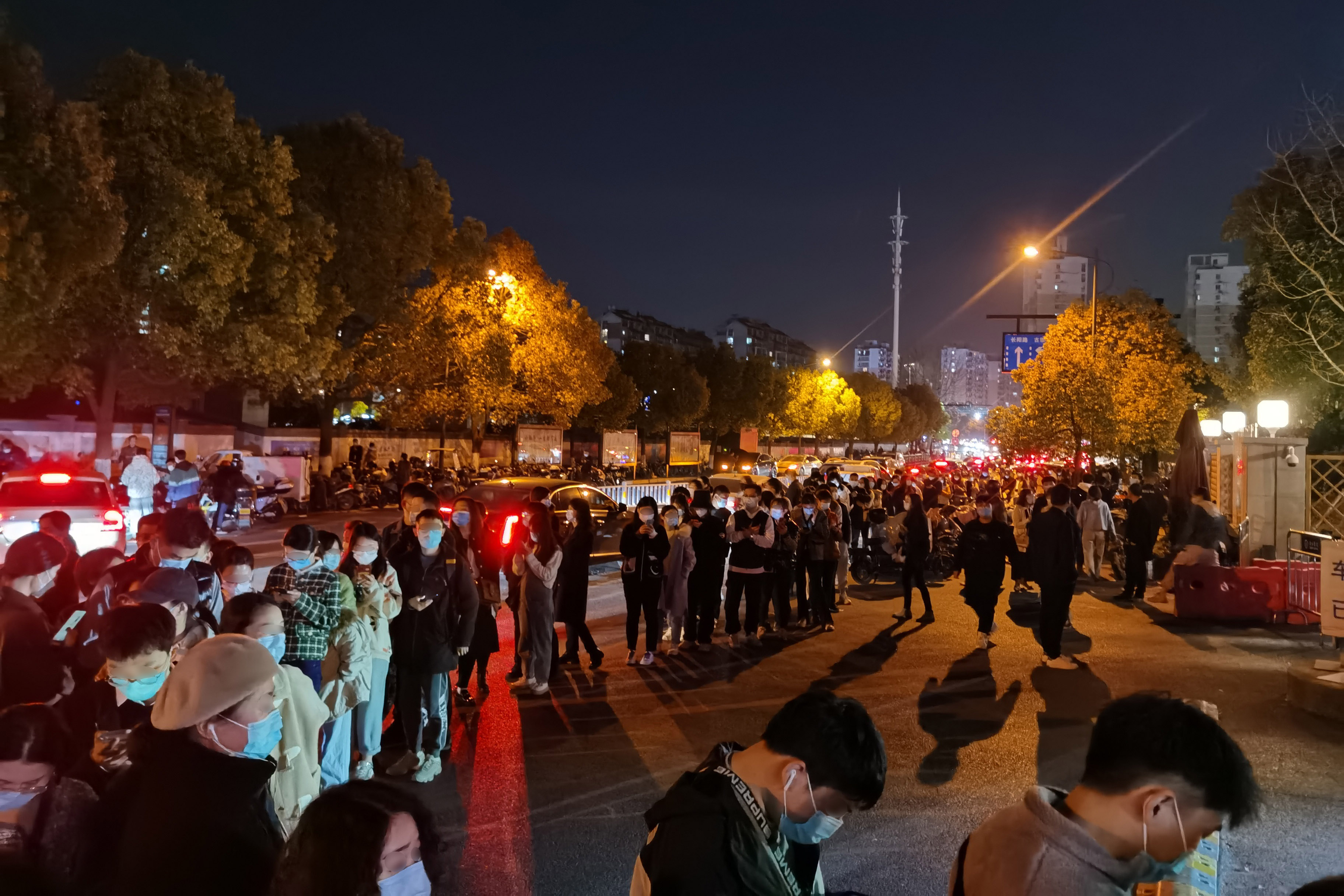
3月10日，浙江医院（三墩院区）前因疫情等待核酸检测的人流

3月9日深夜，余杭区调集医务人员1050余人，机关干部、公安民警、社区工作人员、志愿者2218余人，启动123个核酸检测点，完成首轮核酸采样；并于10日12时至15时对仁和街道开展第二轮区域核酸检测。3月25日，余杭区对仁和街道、良渚街道“三区”内所有人员开展最后一次核酸检测，结果均为阴性。
3月10日、11日、13日，临平区乔司街道范围内的封控区、管控区及防范区内已开展三轮核酸检测，结果均为阴性。
3月11日晚上6时，浙江大学附属邵逸夫医院组建一支由200位医务工作者组成的核酸采样医疗队前往钱塘区义蓬街道支援核酸采样任务。浙江省中医院（浙中医大一院）集合200人规模核酸采样队伍支援义蓬街道核酸采样工作。截至3月13日，钱塘区义蓬街道封控区、管控区和防范区完成第三轮核酸检测，结果均为阴性。
3月13日起，滨江区开展封控区、管控区、防范区核酸检测。

##### 交通应对
3月12日6时起，杭州地铁7号线启成路站、塘新线站、义蓬站、新镇路站，8号线仓北村站，7、8号线青六中路站暂停运营。3月15日6时起，上述车站恢复运营，其中塘新线站仅开放A、B、D口、义蓬路站仅开放C口。

##### 处置违法犯罪
3月13日，杭州市邮政管理局依法对涉事企业浙江顺路物流有限公司立案调查。邮政管理部门在处置过程中发现，涉事企业涉嫌存在违反邮政业法律法规等行为。相关责任人员陈某某、杨某某、汪某某涉嫌妨害传染病防治罪，于3月22日被公安机关采取刑事强制措施。

#### 湖州市
3月12日起，德清县启动Ⅱ级应急响应，确定4个封控区、4个管控区及1个防范区。3月26日6时起，德清县解除乾元镇封控区、管控区、防范区的管控措施，恢复常态化疫情防控。

#### 嘉兴市
3月12日，海宁市许村镇景树村郭湾家园三区6幢、20幢，塘桥村合新组108号、石西坝82号调整为封控区；许村镇景树村郭湾家园（北至紫薇路、东至景德路、西至新城大道、南至鸣翠路合围区域），塘许公路以东、塘桥二路以北、小塘桥组西侧无名路以西、运石河以南区域，塘许公路以西、塘桥二路以北、运输河以东、运石河以南区域调整为管控区；沪杭高速以南、运石河以东、人民大道以南、费洋公路以西、红洋公路以西、海塘河以北、新塘河以北、东湖高架以东海宁区域调整为防范区。

### 贵州省

#### 遵义市务川自治县
3月15日，遵义市务川自治县发布通告，对都濡街道、丹砂街道、大坪街道等中心城区范围实行封闭管控。要求除参与防疫工作的人员之外，均居家办公；除县里确定的保障民生的公共服务类企业之外，所有企业暂停生产经营活动；除保障市民基本需要的超市、药店、特需医疗机构之外，其他营业门店暂时停业；学校暂时停课；公交、出租车暂停运营；暂停一切非必要流动；严格医药机构管理，所有药店继续暂停销售(含网络销售)退烧、止咳、抗病毒、抗生素等“四类”药品，劝导患者赴发热门诊就医；停止所有大规模活动；所有公共娱乐休闲场所停业。3月22日起，务川自治县基本实现社会面“动态清零”，开始实施分区分级差异化疫情防控。

## 顺丰速运相关反应及物流业相关影响
3月10日傍晚，杭州市疫情防控指挥部向市民发送短信提示，内容为“2022年3月9日，杭州市余杭区仁和街道顺丰速运中转场发现工作人员被确诊为新冠肺炎病例，环境核酸显示有多点阳性，您的快件经过该中转场中转，快件存在受到新冠病毒污染的风险，请您立即向属地社区（村）报备，并进行核酸检测”。一些市民收到短信后立即联系社区，社区工作人员回复称，提醒业主关注健康码变化，并建议尽快做一次核酸检测。受此影响，杭州各大核酸检测点也排起了长队。而顺丰官方回应称，顺丰快递的中转场并不直接向用户送货，主要的工作就是对包裹进行分拣，然后再按照区域将快递做好分类后运出。其后，顺丰在杭州地区的各快递站暂停营业，收派服务也已经暂停。顺丰在温州、金华、绍兴、嘉兴平湖、湖州、舟山嵊泗等地区的收派服务也已暂停，嘉兴、衢州、丽水与全网互寄生鲜类暂停。3月21日，顺丰余杭中转场有关人员结束隔离，回到网点工作，但当时复工的仅包括部分网点和快递员，仍有一部分处于关闭状态。3月30日，顺丰在杭州地区的业务全面恢复。
该次疫情也引发邮政主管部门国家邮政局的关注。3月13日，国家邮政局派出由局党组成员、副局长陈凯带队的工作组赴浙江指导当地开展疫情处置工作，翌日下午，工作组赴杭州邮区中心局，对人员健康监测、外包人员管理、邮件消毒以及快件分拣转运情况进行了实地督导。4月16日，国家邮政局党组书记、局长马军胜主持召开专题会议，马军胜强调，除了要继续全力做好太原清徐韵达涉疫事件处置，还要从太原清徐、杭州余杭两起行业涉疫事件中深刻吸取教训，要采取更高标准、更严措施，强化省级分拨中心疫情防控，筑牢行业疫情防线。